# Siegfried Rauch (Schauspieler)

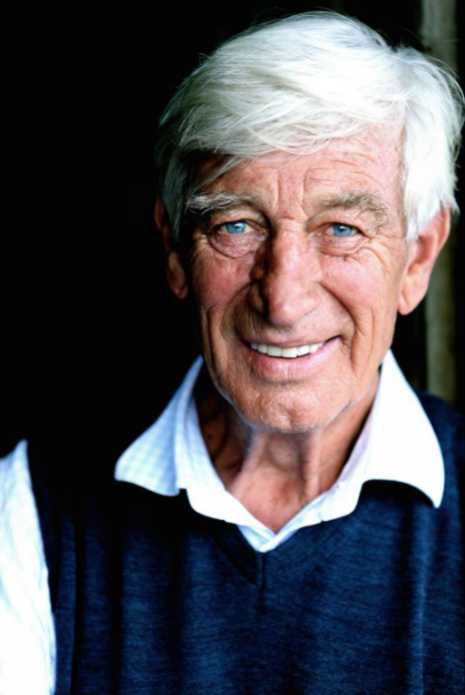
Siegfried Rauch (2016)

Siegfried Rauch (* 2. April 1932 in Landsberg am Lech; † 11. März 2018 in Untersöchering) war ein deutscher Schauspieler. Er wirkte von Mitte der 1950er-Jahre bis zu seinem Tod an über 135 Filmen und Serien mit und wurde vor allem durch die Fernsehserien Es muß nicht immer Kaviar sein, Die glückliche Familie, Das Traumschiff und Der Bergdoktor bekannt.

## Leben
Rauch wollte ursprünglich Architekt werden. Er begann aber ein Studium der Theaterwissenschaften und machte später eine Schauspielausbildung. Sein Filmdebüt war 1956 mit einer Nebenrolle im Heimatfilm Die Geierwally; in den folgenden Jahren setzte er seine Karriere vor allem auf Theaterbühnen fort.
Nach Rollen an Theatern in Bremen, München, Berlin und Hamburg war Rauch auch vermehrt im Kino und Fernsehen zu sehen. Zu seinen erfolgreichsten Kinorollen gehörte 1970 die des Hauptmanns Oskar Steiger in der Filmbiografie Patton – Rebell in Uniform, der mit sieben Oscars ausgezeichnet wurde. 1971 verkörperte er an der Seite von Steve McQueen den Rennfahrer Erich Stahler in Le Mans.
1977 spielte er die Rolle des Thomas Lieven in der Fernsehserie Es muß nicht immer Kaviar sein nach dem gleichnamigen Roman von Johannes Mario Simmel. In der 14-teiligen Karl-May-Fernsehserie Mein Freund Winnetou (1980) spielte Rauch an der Seite von Pierre Brice den Old Shatterhand. Es folgten Rollen in den Fernsehserien Die glückliche Familie mit Maria Schell und Wildbach. Von 1999 bis 2013 war Rauch der Kapitän Jakob Paulsen in der ZDF-Serie Das Traumschiff. Ab 2007 spielte er als Dr. Roman Melchinger in der ZDF-Serie Der Bergdoktor eine tragende Rolle. Ab 2017 spielte er ebenfalls in der SAT.1-Serie Knallerkerle mit. Rauch war bis zu seinem Tod als Schauspieler tätig und wirkte in über 135 Filmen und Serien mit.
Auch erschienen mehrere Bücher von Rauch, so im Herder Verlag die Bücher Meine schönsten Weihnachtsgeschichten und Käpt’ns Dinner. 2016 folgte das Buch Unser Le Mans, Steve McQueen – Der Film. Die Freundschaft. Die Fakten. Steve McQueen, mit dem Rauch seit den Dreharbeiten zu Le Mans eine enge Freundschaft verband, wurde Taufpate seines ersten Sohnes.

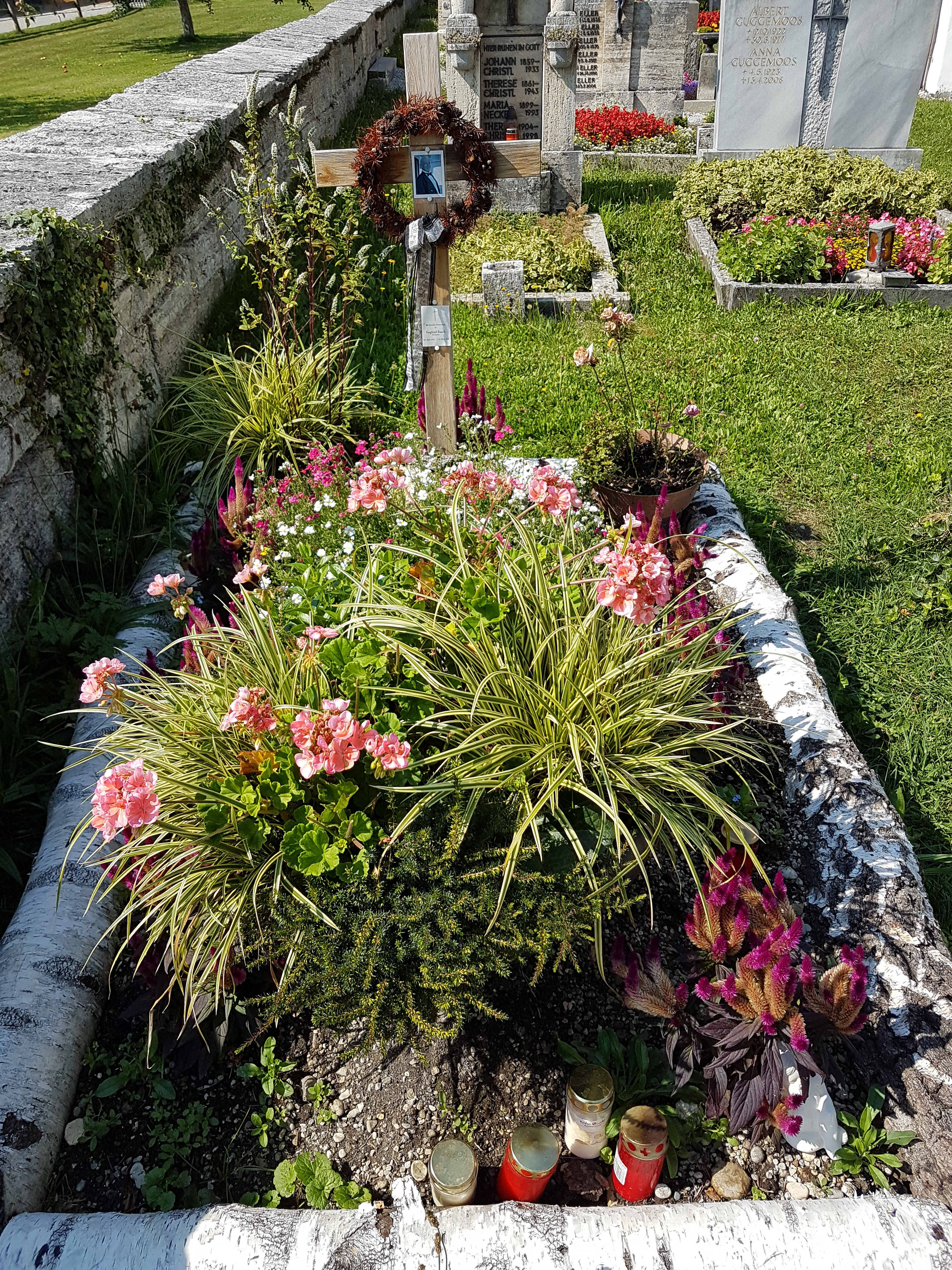
Grab Siegfried Rauchs in Untersöchering

Rauch war auch als Sänger aktiv; die Tätigkeit gab er zugunsten der Schauspielerei auf. Mit dem Orchester Martin Böttcher nahm er 1979 den Titel Frei sein, wie der Mann der in den Bergen lebt auf, eine Coverversion von Thom Paces Titel Maybe aus der Fernsehserie Der Mann in den Bergen, zu dem Stefan Waggershausen den deutschen Text geschrieben hatte. Weitere Titel mit ihm sind auf Langspielplatte und auf CD erschienen. 2016 kam die Swing-CD Moonlight and Lovesongs heraus.

## Privates
2016 wurde er zum Botschafter der Bayerischen Seenschifffahrt ernannt. 2017 wurde er mit der Bayerischen Heimatmedaille des Freistaats Bayern und dem „Kaiser Stern“ des Tourismusverbands Wilder Kaiser ausgezeichnet. Rauch war ebenfalls Botschafter für die Deutsche Lebens-Rettungs-Gesellschaft (DLRG) und engagierte sich für die Aktion Deutschland rundet auf sowie die Dirk-Nowitzki-Stiftung.
Er war seit 1964 mit Karin Rauch verheiratet, hat mit ihr zwei Söhne und wohnte zuletzt in einem Bauernhaus in Untersöchering in Oberbayern. Siegfried Rauch starb am 11. März 2018 im Alter von 85 Jahren an Herzversagen und wurde an seinem Wohnort auf dem Gemeindefriedhof beigesetzt.

## Filmografie (Auswahl)
- 1956: Die Geierwally
- 1956: Der Jäger von Fall
- 1965: Mach’s Beste draus (Fernsehspiel)
- 1966: Kommissar X – Drei gelbe Katzen
- 1966: Der Lord mit der MP (Le Saint prend l’affût)
- 1967: Der Mönch mit der Peitsche
- 1967: Mister Dynamit – Morgen küßt Euch der Tod
- 1967: Die fünfte Kolonne (Folge: Ein Anruf aus der Zone)
- 1967: Das Kriminalmuseum (Folge: Die Kamera)
- 1968: Im Banne des Unheimlichen
- 1968: Peter und Sabine
- 1968: Kommissar X – Drei blaue Panther
- 1969: Tausendundeine Nacht (Fernsehserie)
- 1969: Ein dreifach Hoch dem Sanitätsgefreiten Neumann
- 1970: Patton – Rebell in Uniform
- 1970: O Happy Day
- 1970: Engel, die ihre Flügel verbrennen
- 1971: Le Mans
- 1972: Tatort – Kennwort Fähre
- 1973: Ein Fall für Männdli (Fernsehserie, Folge 3 Die Verrückte)
- 1973: Elefantenboy (Fernsehserie, Folge 20 Die letzte Tigerjagd)
- 1973: Lawinenpatrouille (Fernsehserie)
- 1973: Sie nannten sie kleine Mutter (Little Mother)
- 1974: Motiv Liebe – Wochenende mit Waltraut
- 1974: Der Jäger von Fall
- 1974: Dr. med. Mark Wedmann – Detektiv inbegriffen (Fernsehserie)
- 1974: Wetterleuchten über dem Zillertal
- 1974: Der kleine Doktor (Fernsehserie, Folge 3 Die Notbremse)
- 1974: Zwei himmlische Dickschädel
- 1974: Die großen Detektive (Fernsehserie)
- 1975: Bitte keine Polizei (Fernsehserie)
- 1975: Tatort – Das zweite Geständnis
- 1976: Der Adler ist gelandet (The Eagle Has Landed)
- 1976: Derrick – Auf eigene Faust
- 1977: Derrick – Mord im TEE 91
- 1977: Die Standarte
- 1977: Es muß nicht immer Kaviar sein (Fernsehserie)
- 1977: Tatort – Schüsse in der Schonzeit
- 1977: Waldrausch
- 1978: Agenten kennen keine Tränen (A chi tocca, tocca…!)
- 1979: Flucht nach Athena (Escape to Athena)
- 1979: Mein Freund Winnetou (Fernsehserie)
- 1979–1980: Kiwi – Abenteuer in Neuseeland (The Flying Kiwi, Fernsehserie)
- 1980: The Big Red One
- 1980: Astaron – Brut des Schreckens
- 1981: Wie der Mond über Feuer und Blut
- 1983: Derrick – Via Genua
- 1983: Unsere schönsten Jahre (Fernsehserie, Folge Schau den Mond an)
- 1984: Niemand weint für immer
- 1984: Popcorn & Paprika
- 1985: Tatort – Schmerzensgeld
- 1986: Irgendwie und Sowieso
- 1986: Der Stein des Todes – Death Stone
- 1986: Der Fahnder – Der Plan eines Profis
- 1987–1993: Die glückliche Familie
- 1990: Feuer, Eis & Dynamit
- 1992: Happy Holiday – Keine Angel ohne Haken
- 1992: Die Männer vom K3 – Zu hoch gepokert
- 1993–1997: Wildbach
- 1995: Trinity und Babyface (Trinità & Bambino… e adesso tocca di noi)
- 1997: Das Traumschiff – St. Lucia
- 1997: Forsthaus Falkenau – Die Husky-Story
- 2000–2003: Bei aller Liebe (52 Folgen)
- 2002: Eva – ganz mein Fall
- 2004: Edel & Starck – Eine Landpartie
- 2005: Die Geierwally
- 2005: Der Ruf der Berge
- 2005: Inga Lindström – Sprung ins Glück
- 2006: Liebe auf vier Pfoten
- 2007: Das Wunder der Liebe
- 2007: Das Geheimnis meiner Schwester
- 2007: Der Bulle von Tölz: Krieg der Camper
- 2007: Der Ruf der Berge: Schatten der Vergangenheit
- 2007–2013: Kreuzfahrt ins Glück (17 Folgen als Kapitän Paulsen)
- 2008: Utta Danella – Wenn Träume fliegen
- 2008–2018: Der Bergdoktor
- 2009: Schwarzwaldliebe
- 2009: Die Landärztin – Schleichendes Gift
- 2011: Beate Uhse – Das Recht auf Liebe
- 1999–2013: Das Traumschiff (37 Folgen als Kapitän Paulsen)
  - Tahiti (1999)
  - Traumschiff 2000 – Bali (2000)
  - Neuseeland (2000)
  - Olympia 2000 (2000)
  - Seychellen (2000)
  - Mexiko (2001)
  - Las Vegas (2001)
  - Bermudas (2001)
  - Chile und die Osterinseln (2002)
  - Thailand (2002)
  - Sambia und Victoriafälle (2003)
  - Südsee (2003)
  - Australien (2004)
  - Sri Lanka (2004)
  - Samoa (2004)
  - Oman (2005)
  - Vancouver (2005)
  - Myanmar (Burma) (2005)
  - Singapur und Bali (2006)
  - Botswana (2006)
  - Shanghai (2007)
  - San Francisco (2007)
  - Rio de Janeiro (2008)
  - Kilimandscharo, Malediven, Indien (2008)
  - Vietnam (2008)
  - Papua-Neuguinea (2009)
  - Peru und Miami (2009)
  - Emirate (2009)
  - Indian Summer (2010)
  - Panama (2010)
  - Bora Bora (2011)
  - New York, Savannah und Salvador da Bahia (2011)
  - Kambodscha (2011)
  - Bali (2012)
  - Singapur (2012)
  - Puerto Rico (2013)
  - Malaysia (2013)
- 2013: Die Landärztin – Entscheidung des Herzens
- 2013: Die Landärztin – Vergissmeinnicht
- 2014: Um Himmels Willen – Feuer unterm Dach
- 2017–2018: Knallerkerle

## Diskografie
- Siegfried Rauch: Mich stört der Regen nicht (CD, 1996), WEA, CBU 67 019
- Siegfried Rauch: Moonlight & Lovesongs (CD, 2015)

## Bibliografie
- Es muß nicht immer Steak sein … Mary Hahn’s Kochbuchverlag, 1981, ISBN 3-87287-077-7.
- Meine schönsten Weihnachtsgeschichten. Herder Verlag, Freiburg 2012, ISBN 978-3-451-30498-9.
- Käpt’ns Dinner: Geschichten, die mein Leben schrieb. Herder Verlag, Freiburg 2012, ISBN 978-3-451-30627-3.